# Anita Heiliger
Anita Heiliger (* 1942 in Berlin) ist eine deutsche Sozialwissenschaftlerin, Autorin und Feministin.

## Werdegang
Anita Heiliger kam 1942 als Tochter der Bildhauer Ruth Linde-Heiliger und Bernhard Heiliger zur Welt. Nach dem Abitur 1963 und zweijähriger Aufbauarbeit in israelischen Kibbuzim mit der Aktion Sühnezeichen studierte sie von 1965 bis 1972 Soziologie an der Freien Universität Berlin. Ihre Abschlussarbeit beschäftigte sich mit empirischen Untersuchungen zur Kindererziehung im israelischen Kibbuz. Bis 1988 arbeitete sie als Sozialwissenschaftlerin am Deutschen Jugendinstitut in München in der familienpolitischen Abteilung, von 1988 bis 2006 in der Mädchen-, Frauen- und Geschlechterforschung. 1991 wurde sie mit einer empirischen Studie zum Thema Alleinerziehen als Befreiung. Mutter-Kind-Familien als positive Sozialisationsform und als gesellschaftliche Chance an der Universität Tübingen promoviert.
1982 war sie Mitbegründerin des Kommunikationszentrums für Frauen zur Arbeits- und Lebenssituation (Kofra) in München. Heiliger ist seit den frühen 1970er Jahren in der autonomen Frauenbewegung aktiv.

## Inhalte und Positionen
Anita Heiliger setzt sich seit Mitte der 1970er Jahre mit mädchen- und frauenpolitischen Themen auseinander. Die Schwerpunkte ihrer Publikationen sind Frauen- und Geschlechterforschung, Mädchenarbeit in der Kinder- und Jugendhilfe, Gewaltprävention, häusliche Gewalt und sexueller Missbrauch, ab ca. 2000 zunehmend mit der Pornografie im Internet und deren Auswirkungen auf Jungen und Mädchen. Insbesondere thematisierte sie Männergewalt gegen Frauen und wie sie beendet werden kann. Heiliger hat sich gegen das paritätische Wechselmodell als Leitmodell für Trennungsfamilien ausgesprochen.

## Buchveröffentlichungen (Auswahl)
- Alleinerziehen als Befreiung. Mutter-Kind-Familien als positive Lebensform und als gesellschaftliche Chance. Centaurus-Verlag, Pfaffenweiler 1991, ISBN 3-89085-517-2.
- Sexuelle Gewalt: männliche Sozialisation und potentielle Täterschaft. Campus-Verlag, Frankfurt am Main 1995, ISBN 3-593-35395-4.
- Täterstrategien und Prävention: sexueller Missbrauch an Mädchen innerhalb familialer und familienähnlicher Strukturen. Frauenoffensive, München 2000, ISBN 3-88104-319-5.
- Männergewalt gegen Frauen beenden. Strategien und Handlungsansätze am Beispiel der Münchner Kampagne gegen Männergewalt an Frauen und Mädchen/Jungen. Springer VS, Wiesbaden 2000, ISBN 3-322-91368-6.
- mit Traudl Wischnewski (Hrsg.): Verrat am Kindeswohl. Erfahrungen von Müttern mit dem Sorge- und Umgangsrecht in hochstreitigen Fällen. Frauenoffensive, München 2003, ISBN 3-88104-356-X.
- mit Eva-K. Hack (Hrsg.): Vater um jeden Preis? Zur Kritik am Sorge- und Umgangsrecht. Frauenoffensive, München 2008, ISBN 978-3-88104-381-6.